# ISAN

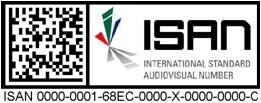
Exempel på ISAN

ISAN, International Standard Audiovisual Number, är en unik identifiering för audiovisuella verk och liknar bokvärldens motsvarighet ISBN. Internationellt hanteras ISAN, som utvecklades inom ramen för ISO, av ISAN-IA i Genève. 
ISAN identifierar verken i hela livscykeln, från produktion via distribution, konsumtion till arkivstadiet. Koden kan inkorporeras både i elektroniska (digitala) och fysiska media.